# 777town.net
777town.net（スリーセブンタウンドットネット）は、株式会社サミーネットワークスが運営する、オンラインでパチスロ・パチンコアプリを遊技することができる仮想都市型ゲームサイトである。略称は「サミータウン」「サミタ」など。

## 概要
777town.netはパソコンを利用し、インターネット接続によりパチスロ・パチンコなどを遊技できる。仮想都市（タウン）の形式を採用しており、タウンは複数のエリアを含みエリアは複数の店舗を含むという階層構造になっている。各店舗は基本的に20時間営業となっており、開店時刻を調整することによって、サーバーメンテナンスの時間以外は実質24時間遊技できる。会員には無料会員と有料会員があり、無料会員は遊技可能な時間と機種が制限される。
遊技できる機種アプリは、同じセガサミーグループであるサミー系に限らず、実機市場ではライバルとなる他メーカーの機種も設置されている。機種アプリの開発は継続して行われており、常に開発中やテスト中の機種がある。機種アプリは基本的には過去に発売された実機のシミュレーションであり、同機種の役物や液晶演出、ボタン操作などをパソコンのグラフィックスで再現している。機種によってパソコンへの負担が違うため、基本的な動作環境とは別に機種別動作環境が提示されている。
パチスロ・パチンコ店舗ではユーザーが持つ仮想通貨「ドルバ」をコインや玉に交換して遊技し、遊技終了時にコインや玉が残っていればドルバに戻す。「ドルバ」が0になっても補充が可能なのでゲームは続行できる。麻雀とカジノのプレイにはそれぞれ別々のプレイチケットが必要で、ゲームセンターにはゲームコインが必要となっている。コインやチケットは有料と無料があり、体験プレイできる程度の枚数は月々無料で配布されるが、なくなっても補充されず、それ以上に遊技したい場合は有料となる。
ドルバの現金化はできないが、仮想アイテムの購入や景品の応募に使用することができる。仮想アイテムの購入や景品の応募には「777SHOP」を利用する。777SHOPではドルバのほか、会員が現金で購入する仮想通貨「WAT」や、チームを作って獲得する「TP（チームポイント）」、料金支払いによって付与される「SP（サービスポイント）」や「777タウンポイント」での取引も扱っている。
遊技清算の際、パチスロで1万枚以上の差枚数もしくはパチンコで5万玉以上の差玉数を獲得すると「勲章」が得られる。勲章は機種ごとに獲得数が記録されるので、それを集めるという楽しみ方もある。また、パチスロで2,000枚以上の差枚数もしくはパチンコで1万玉以上の差玉数を獲得すると「バッジ」が得られる。そのほか、獲得枚数などを競う「イベント」や条件達成を目指す「クエスト」などによって仮想アイテムを得たり、会員ごとの仮想の部屋「マイルーム」を購入した家具などでレイアウトしたり、マイルームでペットを飼うという楽しみ方もある。

## 会員の種類
無料会員
town内の店舗に一般店が20時間営業数店舗あり、毎月スロット、パチンコ各3機種が毎月更新される。
有料会員
待遇により一般会員とVIP会員の2種類に大別される。
世界の6都市エリアにVIP会員限定店舗を含む10前後店舗とおでかけ会館がある他、下記のエリアがある。
- プレミアムエリア

PRMアバターとSRアバ、プレミアムくん、プレミアムちゃんのみが座れるホール。
プレミアムエリアに設置している店舗は通常エリアより豪華な店舗。
さらに、先着ミッションを達成するとプレミアムお楽しみ袋や1000WAT引換券を獲得できたりする。
プレミアムエリア内の店舗で勲章獲得ごとにプレゼントもある
（例：100TP引換券、共通5000枚か25000発で自動精算勲章2倍引換券、インテリ袋引換券、勲章5倍引換券など）
- 新機種テストエリア

開発中機種（パチスロ・パチンコ・アーケードゲーム）のテスト版が設置される。
- バトルエリア

VIP会員
有料会員が携帯サイト「サミー777タウン」（フィーチャーフォン）または「777TOWN for Android」（Android搭載スマートフォン）の有料会員登録と連動させることで、なることができる。
サミー777タウンを利用できないiPhoneユーザーを考慮して、1000WAT以上の仮想通貨決済完了後から30日間VIP会員となる制度も併用されている。
これに伴い、これまで会員特典として配布されていたVIP袋・VIPカードは携帯連動袋・携帯連動カードに名称を変更、携帯連動のVIP会員に限り毎月配布されることになった。携帯連動カードは、従来通りKAIGOアバターカプセルと交換できる。
VIP会員と一般会員は以下の点で待遇が異なる。
- VIP専用店舗での遊技が可能（VIP専用店舗内はパチスロの台設定が設定4以上、パチンコの釘設定が甘口または激甘状態）。
- 新機種テスト版の遊技可能日が一般会員より1日早くインテリジェンスオートプレイ状態となる。

近年はプレミアムホールの実装によりVIPの優遇がかなり薄れている。（プレミアムホールは全て最高設定、激甘状態）
有料会員にはさらに以下の種別がある。
- パチパチコース：パチスロ、パチンコのいずれのアプリも遊技できる。
- パチスロコース：パチスロアプリのみを遊技できる。
- パチンココース：パチンコアプリのみを遊技できる。

## 遊技方法
1. 会員登録を行う。その後にゲームクライアントをダウンロード・インストールする（会員登録時に設定されたニックネームや性別は変更不可）。
2. ゲームクライアントを起動して、アプリの自動アップデート後にログインする。
3. エリア（前述）、店舗、フロア、プレイする台を選択する。
4. 手持ちのドルバでコイン（玉）を借りてプレイ開始。コイン（玉）がなくなった場合はその場で補充できる。

## アイテム
ゲーム中では各種アイテムが存在する。すべて消費系で、1度しか使用できない。アイテムショップでWAT（仮想通貨、月会費とは別に金銭を支払って購入する）を使用して購入したり、継続袋（課金しているユーザーに各コースで毎月1つ、パチパチコースで2つ配布され、TP3000とイベント袋のかけら4つ、インテリ袋のかけら4つ）から手に入れたり、他のユーザーと交換したりして入手する。エリア別に存在する「アイテム不可店舗」ではこれらのアイテムは使用できない。
最高設定券
任意の台を最高設定（設定6）にすることができる。また、特定の機種にのみ有効なものもある。
準最高設定券
任意の台を準最高設定（設定5）にすることができる。「最高設定券」と同様に、特定の機種にのみ有効なものもある。
設定プラス?券（?には1～4までのいずれかの数字が入る）
指定した台の設定をアイテムに書かれている分だけ上げることができる。
天国or地獄券
任意の台が設定1もしくは6になる。
設定確認券
任意の台の設定がわかる。
フリーオート券
ボーナス確定後やボーナス中でもオートプレイ。ただし、ボーナス図柄を揃える以外の目押しは行わない（目押しを行わない機種もある）。券に表示された機種のみに有効。
インテリジェンスオート券
ボーナス確定後やボーナス中でもオートプレイ。さらにオートで目押しやリプレイはずし、押し順ナビ通りのプレイをしてくれる。券に表示された機種のみに有効。
ゴールド券
インテリジェンスオート券と最高設定券の両方の効果がある。なお、シルバー券はインテリオート+準最高設定券。券に表示された機種のみに有効。
2011年7月21日のリニューアル以降に導入された機種を対象としたゴールド券・シルバー券は発行されていない。
××××枚/玉で勲章券（××××にはその勲章を獲得できる枚数/玉数が入る）
通常、パチスロでは1万枚以上の出玉を、パチンコでは5万玉以上の出玉を出すと入手できる「勲章」を、その券に書かれている分の獲得コイン/玉で入手できるようになる。機種別のものと、どの機種でも使用可能な共通タイプの2種類がある。
激甘ぐるぐる券
任意のパチンコ台が「激甘」釘調整になる。また、特定の機種にのみ有効なものもある。
××××枚/玉で自動精算勲章n倍券（××××にはその勲章を獲得できる枚数/玉数が、nには獲得できる勲章の個数が入る）
獲得コイン数が××××枚/獲得玉数が××××玉を超えた時点で自動的に清算処理を行い、勲章をn個獲得することができる。機種別のものと、どの機種でも使用可能な共通タイプの2種類がある。
他多数。

## アバター
タウン内でのプレイヤーキャラクター（アバター）を標準のものから、キャラクターアバターに変更することができる。アバターには以下の種類がある。
プレアバ（プレイアバター）
主に777town内に設置されているパチスロ・パチンコ機種に登場するキャラクターをモチーフにしている。基本的にはアバターショップでドルバを支払って購入するが、イベントやキャンペーンで配布されるものもある。
アバコン（アバターコンプリート）
ドルバではなくWATで購入する。購入時はカプセルに入っており、ゲーム中で開封する。開封すると、特定のテーマによったキャラクター12種類（うち2種類は「シークレット」扱い）のうちどれか1つがランダムで出現する。
プレアバ（プレミアムアバター）
一般、VIP、プレミアムホールに設置してあるプレミアムアバター着用者専用台に座れる。詳しくはここを参照。

### アバターに関する出来事
2008年1月31日に、2007年12月より販売していたアバコン第6弾「三国志 呉」シリーズに登場するキャラクターが、コーエーの『真・三國無双』シリーズに登場するキャラクターに類似していたと発表された。それに伴い当該アバコンは2008年1月末で販売を打ち切り、さらにアバターおよびカプセルを全回収したうえで1体に付き300WATもしくは現金105円で払い戻すという事態が起こった。

## アプリ一覧

### パチンコ・パチスロ
パチスロは運営開始とともにサービス提供を開始、パチンコは2006年12月からサービス提供を開始した。2023年5月6日現在、パチスロ288機種、パチンコ174機種の合計462機種を設置している。

※設置機種については、公式サイトの設置機種一覧を参照。

配信サービス終了機種
- CRフィーバーパワフルZERO ST7（SANKYO）
配信期間：2008年10月31日～2011年3月29日
- CRびっくりぱちんこあしたのジョーMAX EDITION（京楽産業.）
配信期間：2010年9月10日～2011年6月21日
- ハローサンタ マシンガンバージョン（2006年3月31日～）
- ヒャクマントン（2006年8月18日～）
- ハローサンタ スーパートナカイバージョン（2007年3月31日～）
- 科学忍者隊ガッチャマン（2009年6月5日～）
- パチスロ一騎当千2（2011年4月28日～）
これらタイヨーの全設置機種が、いずれも2011年11月25日をもって配信終了
- ドロンジョにおまかせ（平和）：2013年3月22日配信終了
- ぱちんこCRリングにかけろ1〜黄金の日本Jr.編〜（タイヨーエレック）：2013年6月7日配信終了
- パチスロリングにかけろ1〜黄金の日本Jr.編〜（サミー）：2013年10月18日配信終了
- プロゴルファー猿（スパイキー）：2014年2月21日配信終了
- スカイラブ（SNK）
- シスタークエスト2〜魔剣の騎士と白銀の巫女〜（SNK）
いずれも2016年5月26日配信終了
- パチスロ鉄のラインバレル（スパイキー）：2016年8月26日配信終了
- CRルパン三世〜I'm a super hero〜（平和）：2017年4月21日配信終了
- CRどっキュンリゾート ハワイへん（タイヨーエレック）：2017年4月21日配信終了
- パチスロ「キン肉マン」（山佐）：2017年4月21日配信終了
- グレートエンペラー（遊人）：2017年4月21日配信終了
- ZUMI（トロージャン）：2017年4月21日配信終了
- CR天元突破グレンラガン（ミズホ）：2018年3月14日配信終了

### じゃん球
- ドリームジャンベガス（サミー）

### 近代麻雀 我流.net
2007年6月よりサービス提供を開始したオンライン対戦麻雀サービス・「スリーセブン麻雀」を2012年2月に大幅刷新し、漫画雑誌『近代麻雀』とのタイアップによる新サービスを開始。

WATで購入する「麻雀プレイ券」かアイテムと交換する「麻雀プレイ券（プッチ）」でプレイする有料フロアと、毎月配布される「麻雀無料券」でプレイする無料フロアが設置されている。

有料フロアではイベントの開催・マルチ対局システムの起動・麻雀ミッションの発生があり、無料フロアでのプレイとの差別化が図られている。
- 我流戦

毎月一定期間行われるリーグ戦。
各対戦での点数・順位によってポイントが与えられ、規定局数対戦を行ったユーザーの中で上位のプレイヤーにはアバターが与えられる。
- 麻雀ミッション

対局中にクリアすることでプレゼントを獲得できる。フロアごとに低難度と高難度の2種類のミッションがある。
高難度のミッションの中には実物の賞品が当たるものがあるが、この場合別途賞品価格の1/20のWATを購入しないと賞品獲得の資格が得られない。

### 帝愛カジノ
漫画『賭博黙示録カイジ』に登場する地下カジノを再現したもので、2008年3月からサービス提供を開始した
。

建物のモデルは、原作に登場した“希望の船”こと「エスポワール」である。

各ゲームでは、対戦相手に勝利する・高成績を収めることでドルバを獲得できる。

各ゲームの詳細についてはリンク先を参照されたい。

- チンチロリン - サイコロの出目を競う対戦ゲーム。原作にある「地下チンチロリン」とほぼ同様のルールでゲームが進行されるが、777townオリジナルルールとして、親のスルーは不可能となっている。
- Eカード - 皇帝・市民・奴隷のカードを使う対戦ゲーム。当初はプレイヤー同士が対戦する形式だったが、のちに黒服・利根川・兵頭と対戦する形式にシステムが変更された。
- 17歩 - 麻雀をモチーフにした対戦ゲーム。
- カイジスロット - 「鉄骨渡り」をモチーフにしたスロットマシン。
- 沼 - 通常の1000倍（1玉4000ドルバ）のレートで行われる難関のパチンコ。ゲーム中では、この「沼」で大当たりを引くと、勝ち分のドルバの他に、大当たりした当該プレイヤーのニックネームが全プレイヤーに発表されるほか、実際に運営事務局から様々な特典が贈られるようになっている。また大当たり記念としての突発イベントとして、「777タウンday（後述）」と同様に全台が最高設定・激甘釘となることもある。

### ゲームセンター
2009年7月からサービスを開始、「ゲームセンタープレイコイン」または「無料ゲームセンタープレイコイン」を消費してアーケードゲームをプレイできる。

ゲームのスコアは1週間単位で集計され、結果に応じてレベルが変動する。
設置ゲーム
- アイドル雀士スーチーパイSpecial（ジャレコ）
- ギャラガ（バンダイナムコエンターテインメント）
- コラムス（セガ）
- ゴールデンアックス（セガ）
- THE KING OF FIGHTERS'98（SNK）
- ザ・タイピング・オフ・ザ・デッド（セガ）
- シティコネクション（ジャレコ）
- 上海III（サンソフト）
- ステークスウィナー（ザウルス・SNK）
- ダブルドラゴン（テクノスジャパン）
- ニューラリーX（バンダイナムコエンターテインメント）
- 熱血硬派くにおくん（テクノスジャパン）
- パズルボブル2（タイトー）
- タントアール（セガ）
- マジカルドロップ2（データイースト）
- マッピー（バンダイナムコエンターテインメント）
- メタルスラッグ（SNK）
- レイストーム（タイトー）

#### ルーレット7
ゲームセンター内には上記のアーケードゲームとは別に「ルーレット7」というボードゲームが用意されている。プレイコインではなく「ルーレット7チケット」（WATで購入するかプレイコインを使用するゲームでもらえる「ルーレット7チケットのかけら」を集めて手に入れる）を消費してプレイする。すごろくの要領でルーレットを回してゴールを目指す。ルーレット7用のメダルを集めるとルーレット7内のショップで、ゲームセンター内で有効なプレートやアバターが購入できる。

### ビタオシコレクション7
2014年8月にリリースされたソーシャルゲーム風のオリジナルゲーム。なお、2016年3月にはiOS版・Android版もリリースされたが、アカウントは別登録となる。

### 7RHYTHM
2016年10月にリリースされたリズムゲーム。パチンコ・パチスロで使われた楽曲をベースにしている点が特徴。

### ナナリズムダッシュ
2021年8月2日にサービスを開始したスマートフォン向けリズムRPG。
2022年6月14日にメジャーアップデートを実施し『ナナリズムダッシュHYPER』へリニューアル。
2022年12月14日をもってサービスを終了した。

## 終了したサービス
まんが倶楽部yomooze
WATでの支払いが可能なオンライン漫画レンタルサービス。2013年3月をもって終了。
動画倶楽部miyooze
WATでの支払いが可能なオンラインビデオレンタルサービス。2013年3月をもって終了。
競輪TOWN
オンライン車券購入サービス。2012年11月9日をもって777town.netとの連動サービスを終了。

## トピックス
- 各会員には、パチスロ・パチンコ・じゃん球・麻雀・カジノそれぞれの獲得勲章や習熟度などによって、遊技ごとに級や段などの称号が与えられる。
- 毎月7日・17日・27日に開店する店舗では「777タウンday（7のつく日）」として、パチスロ全台が最高設定、パチンコ全台が激甘釘に設定される。各店舗は20時間営業なので、ほとんどの店舗の営業時間が翌日にまたがるが、その場合でも閉店時間までは全台が最高、激甘釘の設定である。逆に、実際に「7のつく日」になっても、前日に開店した店舗では、同様の設定はなされない。
- 各台には、設定や釘の目安として、何らかの称号に倣った札が表示されることがある。
- 2007年9月にはミス777タウン.netに林弓束が選ばれた。
- 快盗天使ツインエンジェル2、パチスロ交響詩篇エウレカセブンの2機種はマイスロに対応していたが、2011年11月8日をもってマイスロへの対応を終了、これまでの遊戯結果を「極」に反映させることがアナウンスされている。
- 一部の機種には拡大表示機能が追加された。最大2倍までの拡大表示に対応している。

## 情報漏洩
2010年11月10日、外部より不正アクセスを受け顧客情報が漏洩した恐れがあると発表し、サイトを一時閉鎖した。調査の結果、約170万人分のID・パスワード・メールアドレスが流出したことが判明した。